# 史蒂芬·夏普·尼尔森
史蒂芬·夏普·尼尔森（Steven Sharp Nelson，1977年7月5日—），美国大提琴演奏家。为钢琴男孩儿乐团中最有名的大提琴男孩，经常跟随乐队去各地演出，其演奏视频亦在YouTube大量发表。

## 个人生活
史蒂芬·夏普·尼尔森在7岁时，他的父亲决定让他的每一个孩子去学习演奏一种19世纪以前发明出来的乐器。史蒂芬·夏普·尼尔森最初学习小提琴，但他后来发现用大提琴演奏更有激情，于是转而学习大提琴。
2002年，尼尔森毕业于犹他大学，并取得了音乐学士学位。之后又获得了公共管理硕士学位。在房地产企业工作一段时间后，他加入了钢琴男孩儿乐团。
尼尔森相信他的父亲激发了他的音乐热情。他认为上帝促成了他的成功，但他不想把他的信仰通过他的音乐让其他人感受到压力。此外，尼尔森也是一个摩尔门教徒。作为他的信仰的一部分，他曾参加了一个在韩国的传教士任务。
目前尼尔森的夫人是朱莉，并有4个孩子。

## 音乐生涯
2006年，史蒂芬·夏普·尼尔森作为一个房地产开发商，描述他对音乐只是一种对生活的逃避而非一种职业，但他并未想到音乐反而在后来成了他的主要职业。后来，尼尔森签约了石头天使音乐唱片公司，这个唱片公司由保罗·卡达尔在1999年创立。
尼尔森在2006年发表了他的第一张个人专辑《神圣的大提琴》，并入选了珍珠奖最佳古典器乐专辑，还进入了告示牌榜单前20名。之后，尼尔森又在2008年发表了《温柔和慈悲》专辑，在2010年发表了《圣诞大提琴》专辑。
2012年，史蒂芬·夏普·尼尔森和钢琴男孩儿乐团与索尼经典签约。此外，他也和中国爱乐乐团有过合作演出。

## 脚注
1. ↑  "Steven Sharp Nelson's Biography" （页面存档备份，存于） sacredcello.com. Retrieved 10 January 2013.
2. 1 2 3 4 5  Carma Wadley. . Deseret News. 8 October 2006  [10 June 2014]. （原始内容存档于2018-11-23）.
3. 1 2  . U News Center (犹他大学). April 6, 2015  [2016-12-26]. （原始内容存档于2015-12-22）.
4. ↑  . 犹他新闻. April 6, 2015  [2016-12-26]. （原始内容存档于2017-08-10）.
5. ↑  Carma Wadley. . Deseret News. 16 November 2008  [10 June 2014]. （原始内容存档于2017-08-10）.
6. ↑  Lois M. Collins. . Deseret News National Edition. 8 June 2014  [10 June 2014]. （原始内容存档于2016-11-13）.
7. 1 2  Bowler, Hillary. . Salt Lake City, UT: Deseret News. 16 December 2013  [10 June 2014]. （原始内容存档于2014-07-14） –HighBeam.
8. ↑  Hillary Bowler. . Salt Lake City: Deseret News. 16 February 2012  [10 June 2014]. （原始内容存档于2014-07-14） –HighBeam.
9. 1 2 3  . Manila Bulletin. 24 February 2010  [10 June 2014]. （原始内容存档于2016-09-10） –HighBeam.
10. 1 2  . Stone Age Music. 6 March 2014  [10 June 2014]. （原始内容存档于2014年7月15日）.
11. ↑  Blair Howell. . Deseret News. 15 September 2012  [10 June 2014]. （原始内容存档于2017-06-27）.

## 关联项目
- 钢琴男孩儿